# Lisa va à Washington
Lisa va à Washington (Mr. Lisa Goes to Washington) est le 2e épisode de la saison 3 de la série télévisée d'animation Les Simpson.
James L. Brooks (producteur de la série), avec l'accord avec Matt Groening et Al Jean, ayant décidé de retirer l'épisode Mon pote Michael Jackson de l'ensemble des rediffusions, cet épisode est présenté comme le 1er épisode de la saison 3 sur la plateforme Disney+.

## Synopsis
En regardant son courrier, Homer croit avoir gagné un chèque de 1 million de dollars. Il se rend à la banque pour se faire dire que ce chèque n'est pas valide. Il reçoit en compensation un échantillon du Reader's Digest. Il devient très intéressé par son magazine. Il trouve un concours d'essai patriotique pour les enfants. Lisa tente sa chance pour ce concours et s'est qualifiée pour la finale.
Les Simpson se rendent donc à Washington D.C. pour la finale. Ils en profitent pour visiter la ville, dont la Maison-Blanche, et se rendent chez le député de Springfield. Mais, peu avant la finale, nerveuse, Lisa se rend à un musée et surprend le député en train de recevoir un pot-de-vin pour déboiser la forêt de Springfield.
Lors de la finale, elle révèle l'affaire et fait arrêter le député pour corruption. Ce qui ne l'empêchera pas de perdre le concours.

## Anecdotes
- C'est la première fois que Lisa joue au saxophone une musique différente du thème original des Simpson dans le générique.